# مكتب الحاسوب

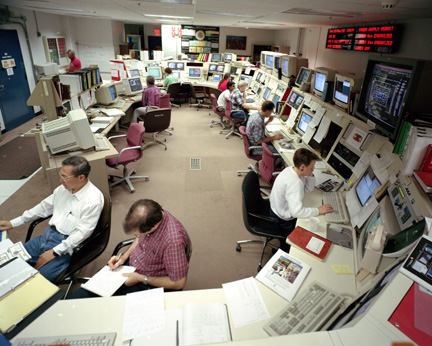
مكتب حاسوب في غرفة تحكم فيرميلاب

مكتب الحاسوب والمكاتب الأرغونوميا هي قطع أثاث مصممة بشكل مريح وجمالي لتقديم سطح مناسب للعمل والمنزل أو لإخفاء ملحقات المكتب بما في ذلك الحواسيب، الإضافات، والأسلاك لمستخدمي مكتب العمل ومكتب المنزل.

## مكتب الكومبيوتر
أكثر نماذج مكاتب الحاسوب شيوعا هو نوع من مكتب الأرغونوميا، والتي تحتوي على درج للوحة المفاتيح قابل للتعديل ومساحة سطح مكتب كافية للكتابة باليد. يحتوي التصميم على رف شاشة وثقوب لتوجيه الاسلاك مما يجعل توصيل مكونات الكومبيوتر أسهل. مكتب armoire العادي يتيح مساحة للوحة مفاتيح، فأرة، شاشة، طابعة، ومكبرات صوت. مكتب Cubicle يصمم لاماكن العمل التجارية والحكومية تحتوي على مجموعة من الرفوف، دروج، وثقوب لتوجيه الاسلاك لأنظمة الكومبيوتر. في بعض مكاتب الحاسوب تثبت الاسلاك على لوح في الجزء الخلفي من المكتب، لخلق مظهر أكثر جاذبية.
يوجد تنوع كبير لأشكال ونماذج مكاتب الكومبيوتر. مكاتب الكومبيوتر الكبير لعدة طلاب المرتبة في صفوف مصممة لضم عشرات الأنظمة الحاسوبية مع تسهيل توصيل الاسلاك، الصيانة العامة، منع السرقة والحد من التخريب. مكتب المحاضر الصغير الذي يمكن دحرجته أو عربة الكومبيوتر مع سطع مكتب صغير تتيح مساحة فقط لكومبيوتر محمول وفأرة. عادة ما يتم تصنيع المكاتب بشكل كبير وتطلب تجميعا ذاتا.
عادة ما يكون الحاسوب منفصلا عن المكتب، والذي يكون مصمما لحمل كوبيوتر بالحجم الاعتيادي، شاشة وملحقات الحاسوب. يجب توصيل الاسلاك عبر القنوات والوصول للفتحات من قبل المستخدم أو عامل التركيب. عدد صغير من الحواسيب تكون مبنية داخل المكتب المصنوع بشكل خاص لهم، مثل i-desk البريطاني. مقترحات عديدة «لمكتب المستقبل» تطرح تصاميم مدمجة أخرى، ولكن لم يتم العمل بها.
طاولة الكرسي المتحرك توفر إمكانية الحركة وتسهل الوصول في المواقف التي لا تناسب استخدام مكتب. طاولة كومبيوتر Gyratory يمكن استخدامها على السرير. طاولة الكومبيوتر المعياري تفصل عناصر واجهة المستخدم عن الحوسبة والاتصال بالشبكة، مما يسمح بمرونة أكثر. تكون الوحدات متصلة باستخدام تقنيات لاسلكية.

## مكتب الأرغونوميا
مكتب أرغونوميا هو مكتب عصري مثل طاولة الرسم القبلة للتعديل أو طاولة التحرير، تتيح تعديلات ميكانيكية لوضع عناصرها بهدف الوصول لأقصى حد من الراحة والكفاءة للمستخدم. غالبا ما يكون هذا المكتب قطعة مستقلة من الأثاث مما يسمح بالوصول لأليات التعديل. بعض مكاتب أرغونوميا تملك سطح مكتب كافيا وتتيح إمكانية تعديل ارتفاع المكتب لجعله مكتب جلوس عادي أو مكتب الوقوف الأقل شيوعا، الذي يسمح للمستخدم بالعمل واقفا. غالبا ما يرافق مكتب أرغونوميا كرسيا من نفس النوع.
نشأ هذا المكتب مع بداية مجال العوامل البشرية أو الأرغونوميات بعد الحرب العالمية الثانية. تنص التشريعات على وجود حد ادنى من المتطلبات للأثاث المستخدم من قبل العاملين في المكاتب المشار اليه بمعايير مكتب أرغونوميا. يجب ان تكون مساحة المكتب عميقة بما يكفي لاستيعاب شاشة توضع على الأقل على بعد 20 بوصة من عينك.

## الصحة والسلامة
تشير بعض الأبحاث إلى أن طريقة وضع مكاتب الحاسوب في بيئة العمل يمكن أن تأثر على سعادة وانتاجية العاملين. امتلاك كرسي مناسب يزيد الراحة ويمكن يقلل من الإصابات المتعلقة بالعمل والالم.

## اقرأ أيضا
- List of desk forms and types